# Музалева-Ангевельт Дар'я Борисівна
Дар'я Борисівна Музалева-Ангевельт (нар. 22 вересня 1987, Одеса) — український дизайнер, підприємець, ресторатор, громадський діяч і почесний консул Республіки Корея в Одеській області.

## Життєпис
Дар'я Музалева народилася в Одесі в 1987 році. Освіту архітектора здобувала в Лондоні.
Після повернення на Батьківщину працювала в компанії «Таврія В», а потім на телебаченні.
Перший масштабний проект який створила Дар'я — було формування дизайну і проектування першого поверху в ТЦ «Афіна».
Пізніше Дар'я спроектувала дизайн інтерьєра для Торгового Центра «Сади Перемоги».
В 2014 році Дар'я отримала премію «Народне визнання», за унікальну концепцію і внесок в розвиток міста за проект «CINEMA CAFE TREF» — кафе і кінотеатр в одеському Дендропарку Перемоги.
18 жовтня 2018 року Дар'я Музалева-Ангевельт була призначена повноваженнями і привілеями почесного консула Республіки Корея в Одеській області.
Основною формою громадської діяльності Дарії є робота в благодійному фонді «Добрі люди». Благодійна організація забеспечує необхідним обладнанням дитячі лікарні.
Дар'я Музалева порівнює зарубіжний досвід з Українським, висловлює поради, посилаючись на європейську практику.

## Нагороди
- «Благодійний бал 2012» за активну участь в благодійному фонді «Добрі люди»;
- «Народне визнання 2014», за дизайн ресторану-кінотеатру «CINEMA CAFE TREF»[11].
- Подяка за участь в заході «FBN» (Family Business Show).
- Від родини до родини, за успішне підприємство в 2015 році[6];
- лауреат рейтингу «100 успішних жінок Одеського регіону» в 2016[12], 2017[13], 2018[14] і 2019[15] року;

## Особисте життя
У 2014 році Дар'я вийшла заміж за Макса Ангевельта (англ. Max Aengevelt), сина доктора Лутца Ангевельта (англ. Dr. Lutz Aengevelt). Подружжя виховує двох дітей.
Батько Дарії український підприємиць, Музальов Борис Вікторович, засновник і основний акціонер групи компаній «Таврія В».